# Ozdobnica mniejsza
Ozdobnica mniejsza (Formica pressilabris) – gatunek mrówki z podrodziny Formicinae. 
Występuje na otwartych i nasłonecznionych terenach i na skrajach lasów. Gniazda buduje w ziemi ponad ziemią stawiając niewielkie kopce z dostępnego materiału roślinnego. 
Ubarwienie wyraźnie dwubarwne: większość ciała brunatnoczerwona, odwłok i głowa ciemniejsze, podobnie jak u pierwomrówki krasnolicej (Formica rufibarbis).
Robotnice mają wielkość od 4 do 6 mm, natomiast królowa jest nie większa jak 5,5 mm, co jest cechą charakterystyczną tego gatunku. 
Loty godowe odbywa w sierpniu.